# Teresa Billington-Greig

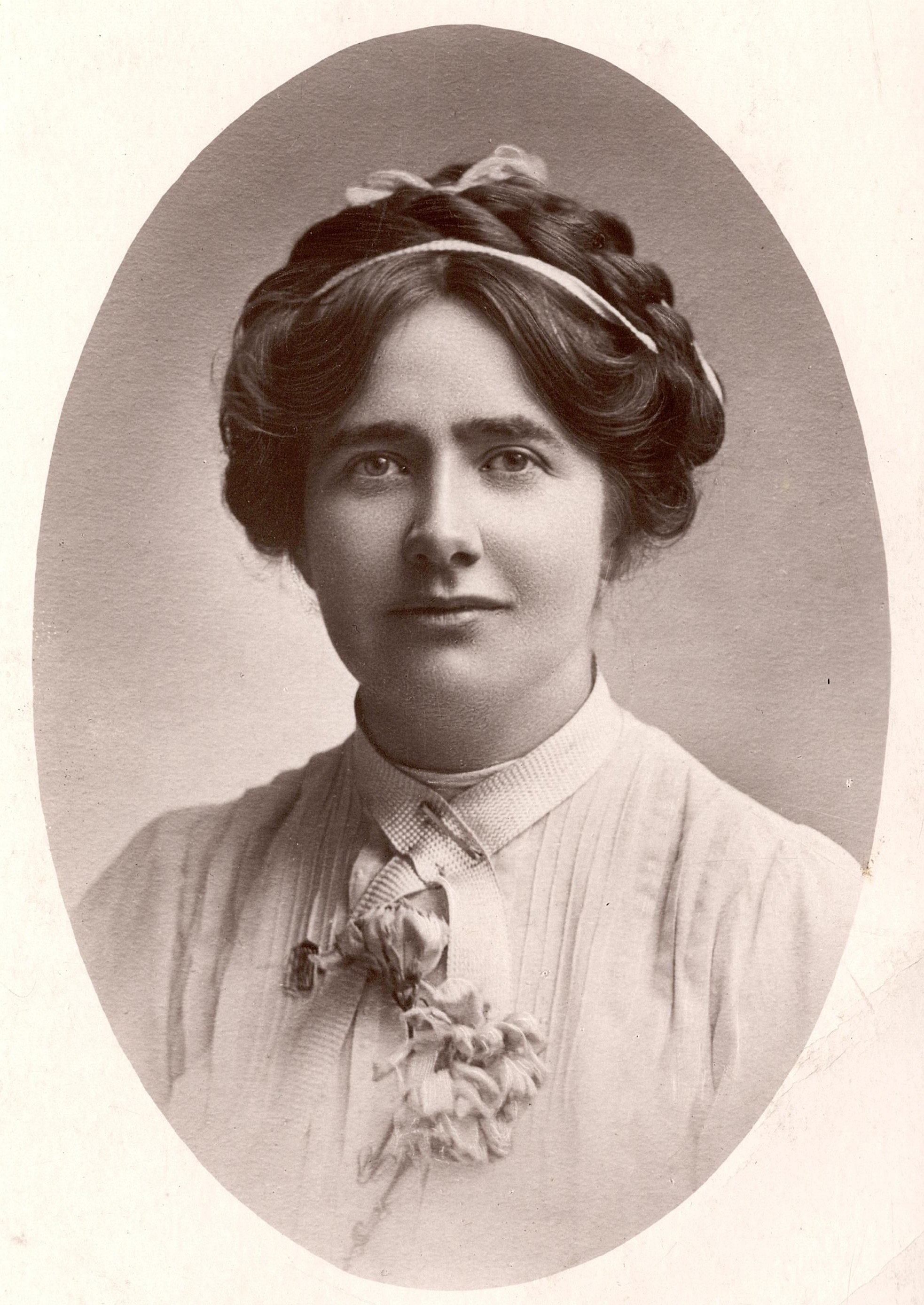
Teresa Billington-Greig – Organisationssekretärin der Women’s Freedom League.

Teresa Billington-Greig (geboren am 15. Oktober 1877 in Preston, Lancashire; gestorben am 21. Oktober 1964 in London) war eine britische Suffragette, die mithalf, die Women’s Freedom League zu schaffen. Sie verließ eine andere Frauenwahlrechtsorganisation – die Women’s Social and Political Union (WSPU) – da sie deren Führerteam als zu autokratisch empfand.

## Leben

### Schullehrerin
Teresa Billington-Greig wurde 1877 in Preston (Lancashire) geboren und wuchs in Blackburn in einer Tuchhändlerfamilie auf. Diese war streng römisch-katholisch eingestellt, deshalb waren ihre Eltern sehr verärgert, als Teresa im Jugendalter agnostisch wurde. Da sie ihre Schullaufbahn ohne Abschluss beendet hatte, sollte sie eine Lehre im Hutmachergewerbe machen. Sie lief aber von zu Hause weg und bildete sich in Abendschulkursen weiter, um Lehrerin zu werden. Sie arbeitete als Lehrerin in einer römisch-katholischen Schule in Manchester und studierte in ihrer freien Zeit an der Manchester University, bis ihr Agnostizismus dies unmöglich machte. Danach wechselte sie zum  „Municipal Education School Service“ (Städtischer Dienst der Erziehung und der Schulen), wo ihre religiösen Anschauungen sie in Konflikt mit den Arbeitgebern brachten. Aber durch das dortige „Education Committee“ (Bildungskomitee) machte sie 1993 die Bekanntschaft mit Emmeline Pankhurst, die ihr eine Arbeit in einer jüdischen Schule vermittelte, wo sie keinen Religionsunterricht zu geben hatte. In diesem Jahr wurde sie auch ein Mitglied und eine Organisatorin der Independent Labour Party. Im April 1904 war sie die Begründerin und ehrenamtliche Sekretärin des Manchester-Zweigs der „Equal Pay League“ (Liga für gleiche Bezahlung) innerhalb der „National Union of Teachers“ (Nationale Lehrergewerkschaft).

### Mitglied der WSPU
1904 wurde sie von der Women’s Social and Political Union (WSPU) zu einer ihrer reisenden Rednerinnen gemacht. Mit Annie Kenney wurde sie nach London gesandt, um dort eine örtliche Organisation zu begründen, die dann am Ende sich zum Hauptquartier der WSPU entwickelte. Dies alles wurde auf schmaler finanzieller Grundlage geleistet. Im folgenden Jahr wurde sie gebeten, die zweite Vollzeit-Organisatorin für Keir Hardie und seine Tätigkeit in der Labour Party zu werden. Während dieser Tätigkeit machte sie sowohl Öffentlichkeitsarbeit und organisierte Demonstrationen als auch den Aufbau des neuen nationalen Hauptquartiers der Gruppe in London.

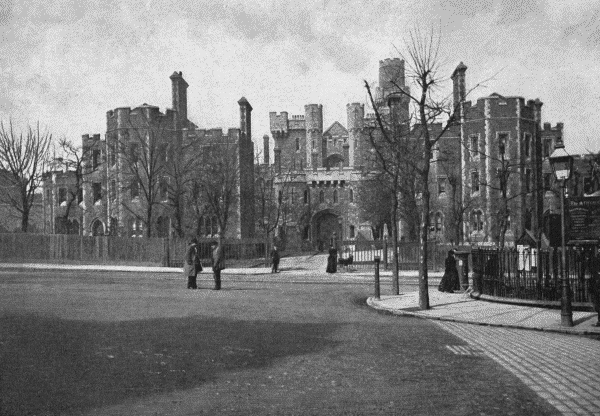
Das Holloway-Gefängnis um 1896

Im Juni 1906 wurde Billington-Greig während eines Tumults außerhalb des Anwesens von H. H. Asquith verhaftet und später zu einer Geldbuße oder zu zwei Monaten im Holloway-Gefängnis verurteilt. Sie war die erste Suffragette, die ins Gefängnis geschickt wurde, obwohl ein anonymer Leser des Daily Mirror das Bußgeld bezahlt hatte. Später im gleichen Monat Juni 1906 wurde sie ausgeschickt, um die WSPU in Schottland neu zu organisieren. Unter vielen anderen beeinflusste sie auch Janie Allan. Und dort in Schottland heiratete sie 1907 Frederick Lewis. Sie kamen überein, den gemeinsamen Namen Billington-Lewis zu führen. Die wachsenden Differenzen zu den Pankhursts führten zu ihrem Rücktritt als bezahlte WSPU-Organisatorin, wobei sie aber bis zum Oktober 1907 noch Mitglied in der Union blieb.

### Women’s Freedom League
Im Oktober 1907 hob Mrs. Pankhurst die Vereins-Verfassung auf und übernahm das Regiment in der WSPU zusammen mit ihrer Tochter Christabel Pankhurst. Mehrere prominente Mitglieder verließen die WSPU; dazu gehörten Billington-Greig, Edith How-Martyn und Charlotte Despard, die sich zusammen daran machten, auf der Basis demokratischer Organisationsgrundsätze die Women’s Freedom League (WFL) zu begründen. Billington-Greig war ursprünglich zur „National Honorary Organising Secretary“ der WFL ernannt worden. Aber sie trat 1910 einmal mehr auch von diesem Amt zurück, als die WFL eine neue militante Kampagne begann, nachdem die Conciliation Bill gescheitert war.
Sie trat nicht sofort einer anderen Organisation bei, fuhr aber fort, zu schreiben und Verpflichtungen zu Redeauftritten wahrzunehmen; das waren Aktivitäten, die sie während ihres ganzen Lebens beibehielt. Sie betreute auch ihre Tochter Fiona, die im Dezember 1915 geboren worden war, und unterstützte ihren Ehemann in seiner Firma für Billardtische. Ihre einzige Organisationstätigkeit bis 1937 spielte sich im Bereich des Sports ab. Dann trat sie noch einmal der „Woman's Freedom League“ bei, um für deren „Women’s Electoral Committee“ zu arbeiten. Nach dem Zweiten Weltkrieg wurde daraus die Gruppe „Women for Westminster“ (Frauen für Westminster, das Unterhaus), für die sie sich weiter betätigte. In der Folge nahm sie teil an der „Conference on the Feminine Point of View“ (1947–1951) und nach 1958 war sie ein Mitglied der Six Point Group, während sie ihren Bericht über die Frauenwahlrechtsbewegung schrieb.

### Kritische Schriften
Sie hatte ein reges Interesse an der Geschichte der Frauenwahlrechtsbewegung; neben ihrem Schreiben über diesen Gegenstand stellte sie viele Biographien zusammen. Einige von diesen wurden als Nekrologe für den Manchester Guardian geschaffen. Zu ihren Schriften über die 'Sache der Frauen' (aber zu einem gewissen Teil kritisch dazu) gehört 'The Militant Suffrage Movement', publiziert im Jahr 1911. Zu ihren kritischen Artikeln über die Politik der Frauenwahlrechtsbewegung gehört „Feminism and Politics,“ veröffentlicht 1911 in der Contemporary Review, in dem sie schrieb: „There is no feminist organization and no feminist programme. And though the first is not essential, the second is.“ (deutsch: Es gibt keine feministische Organisation und kein feministisches Programm. Und da ersteres nicht wesentlich ist, ist zweiteres es um so mehr.). Ähnliche Kritik äußerte sie in einem unveröffentlichten Dokument, „The Feminist Revolt: An Alternate Policy“, worin sie behauptet, dass „[t]he militant movement has kept to a straight narrow way and lest it should touch life it has cloaked itself with artifice and hypocrisy.“ (deutsch: Die militante Bewegung hat sich an einen geraden, engen Weg gehalten und damit sie nicht mit dem Leben in Berührung kommen wollte, hat sie sich mit Kunstgriffen und Scheinheiligkeit umhüllt.). Statt der militanten Methoden, die üblich waren (Attacken auf Privatbesitz, zum Beispiel), empfahl sie, dass Wahlrechtsaktivistinnen neue Taktiken versuchen sollten: „On one matter [a] protest could be made within the Police Court, on another outside, in public meetings and the public press ... Strikes and boycotts could be employed on new feminist lines.“ (deutsch: Bei einer Sache könnte ein Protest innerhalb des Gerichts, bei einer anderen außerhalb gemacht werden, wie bei öffentlichen Versammlungen und in der öffentlichen Presse ... Streikveranstaltungen und Boykotte könnten gemäß neuer feministischer Vorstellungen ausgeführt werden.)
Sie schrieb unzählige Artikel für eine Vielzahl von Zeitschriften. Ihr Interesse war weit und sie war in eine große Zahl von Frauenorganisationen involviert. Sie hatte strenge Ansichten zu einer Vielzahl von Gegenständen allgemeinem Interesses, aber vor allem zur Gleichheit der Geschlechter in der Erziehung und Bildung sowie bei der Heirat.
Sie starb am 21. Oktober 1964 an Krebs, im Alter von 87 Jahren, im „South London Hospital for Women“. Ihr Biograph schrieb:
„She had retained her feminist principles throughout. While believing that the unity of all women through their womanly activities, above all as consumers, was the way forward, she never ceased to believe in the power of women through independent organization to make cultural change.“
(deutsch: Sie hat ihre feministischen Prinzipien beibehalten. Einerseits glaubte sie, dass die Einigkeit aller Frauen durch ihre fraulichen Aktivitäten, trotz allen Konsums, der Weg nach vorn sei, andererseits hörte sie nie auf zu glauben, dass es in der Macht der Frauen liege, durch unabhängige Organisationen einen kulturellen Wandel zu bewirken.)

## Anerkennung nach dem Tode
Ihr Name und ihr Bild (und jene von 58 anderen Unterstützerinnen und Unterstützern des Frauenwahlrechts) befinden sich auf dem Sockel der Millicent-Fawcett-Statue auf dem Parliament Square in London, die Ende 2018 enthüllt wurde.

## Archive
Die Archivalien zu Teresa Billington-Greig werden aufbewahrt in der Women’s Library einem Teil der Library of the London School of Economics.